# Kinh tế Thổ Nhĩ Kỳ
Thổ Nhĩ Kỳ là thành viên sáng lập của OECD và G20, đồng thời được xếp vào nhóm các quốc gia E7 , EAGLEs và NIC. Tính đến năm 2023, nền kinh tế Thổ Nhĩ Kỳ lớn thứ 17 thế giới và lớn thứ 7 ở châu Âu tính theo GDP danh nghĩa.  Nó cũng là nền kinh tế lớn thứ 11 trên thế giới và lớn thứ 5 ở châu Âu tính theo PPP. Theo IMF, Thổ Nhĩ Kỳ có nền kinh tế mới nổi, thị trường hỗn hợp, có thu nhập trung bình cao. Đất nước này là điểm đến được ghé thăm nhiều thứ tư trên thế giới và có hơn 1.500 trung tâm R&D được thành lập bởi các công ty quốc gia và đa quốc gia. Thổ Nhĩ Kỳ là một trong những nước sản xuất nông sản, dệt may, xe cơ giới, thiết bị vận tải, vật liệu xây dựng, điện tử tiêu dùng và thiết bị gia dụng hàng đầu thế giới.
GDP danh nghĩa của Thổ Nhĩ Kỳ đạt đỉnh 1,154 nghìn tỷ USD vào năm 2023 và GDP danh nghĩa bình quân đầu người của nước này đạt đỉnh 13.383 USD trong cùng năm. GDP (PPP) của Thổ Nhĩ Kỳ đạt 3,613 nghìn tỷ USD vào năm 2023 và GDP (PPP) bình quân đầu người của nước này đã tăng lên 41.887 USD trong cùng năm. Bất chấp giá trị đồng lira của Thổ Nhĩ Kỳ giảm, đặc biệt là trong cuộc khủng hoảng nợ và tiền tệ Thổ Nhĩ Kỳ đang diễn ra, số liệu GDP danh nghĩa tính bằng USD của nước này vẫn tăng mạnh trong những năm gần đây. Tuy nhiên, lạm phát cao tiếp tục là vấn đề nan giải trong những năm đầu thập niên 2020.
Trong 20 năm qua, đã có những bước phát triển lớn về các khía cạnh tài chính và xã hội của nền kinh tế Thổ Nhĩ Kỳ, chẳng hạn như sự gia tăng việc làm và thu nhập trung bình kể từ năm 2000. Thổ Nhĩ Kỳ gần đây đã chậm lại trong quá trình phát triển kinh tế do những thay đổi đáng kể về môi trường bên ngoài và bên trong, cũng như sự giảm sút trong cải cách kinh tế của chính phủ. Các nhà môi trường đã lập luận rằng nền kinh tế phụ thuộc quá nhiều vào lĩnh vực xây dựng và bất động sản. Chính sách tiền tệ không chính thống của Tổng thống Recep Tayyip Erdoğan đã làm gia tăng lạm phát và phá giá đồng tiền trong những năm gần đây.

## Xu hướng kinh tế vĩ mô
Theo dữ liệu của Eurostat, GDP bình quân đầu người của Thổ Nhĩ Kỳ được điều chỉnh theo tiêu chuẩn sức mua đứng ở mức 64% mức trung bình của EU trong năm 2018. Tỷ lệ tham gia lực lượng lao động của Thổ Nhĩ Kỳ là 61,5%, cho đến nay là mức thấp nhất trong số các quốc gia OECD có tỷ lệ trung bình là 78%. Năm 2017 là năm thứ hai liên tiếp chứng kiến hơn 5.000 cá nhân có giá trị ròng cao (HNWI, được định nghĩa là nắm giữ tài sản ròng ít nhất 1 triệu USD) rời Thổ Nhĩ Kỳ, lý do được đưa ra là do chính phủ đàn áp truyền thông làm cản trở đầu tư và mất giá trị đồng tiền so với các phương tiện truyền thông đại chúng. đồng đô la Mỹ.
Một đặc điểm lâu đời của nền kinh tế Thổ Nhĩ Kỳ là tỷ lệ tiết kiệm thấp. Kể từ dưới thời chính phủ Recep Tayyip Erdoğan, Thổ Nhĩ Kỳ đã phải đối mặt với thâm hụt tài khoản vãng lai rất lớn và ngày càng tăng, đạt 7,1 tỷ USD vào tháng 1 năm 2018, trong khi thâm hụt 12 tháng luân phiên đã tăng lên 51,6 tỷ USD, một trong những mức thâm hụt tài khoản vãng lai lớn nhất trên thế giới. Nền kinh tế đã dựa vào dòng vốn vào để tài trợ cho sự dư thừa của khu vực tư nhân, trong đó các ngân hàng và các công ty lớn của Thổ Nhĩ Kỳ vay rất nhiều, thường bằng ngoại tệ. Trong những điều kiện này, Thổ Nhĩ Kỳ phải tìm khoảng 200 tỷ USD mỗi năm để tài trợ cho khoản thâm hụt tài khoản vãng lai rộng lớn và khoản nợ sắp đáo hạn, luôn có nguy cơ dòng vốn vào cạn kiệt, với tổng dự trữ ngoại tệ chỉ 85 tỷ USD.
Thổ Nhĩ Kỳ đã đáp ứng "tiêu chí Maastricht 60%" của EU đối với nợ chính phủ kể từ năm 2004. Tương tự, từ năm 2002 đến năm 2011, thâm hụt ngân sách giảm từ hơn 10% xuống dưới 3%, tức là một trong những tiêu chí Maastricht của EU về cân bằng ngân sách. Tháng 1 năm 2010, tổ chức xếp hạng tín dụng quốc tế Moody's Investors Service đã nâng xếp hạng của Thổ Nhĩ Kỳ lên một bậc. Năm 2012, cơ quan xếp hạng tín dụng Fitch đã nâng xếp hạng tín dụng của Thổ Nhĩ Kỳ lên mức đầu tư sau khoảng cách 18 năm, tiếp theo là cơ quan xếp hạng tín dụng Moody's Investors Service nâng xếp hạng vào tháng 5 năm 2013, khi dịch vụ này nâng xếp hạng trái phiếu chính phủ của Thổ Nhĩ Kỳ lên mức đầu tư thấp nhất , Moody's xếp hạng cấp độ đầu tư đầu tiên cho Thổ Nhĩ Kỳ trong hai thập kỷ và dịch vụ này tuyên bố trong tuyên bố chính thức rằng "những cải thiện gần đây và dự kiến trong tương lai về các số liệu tài chính công và kinh tế quan trọng" của quốc gia này là cơ sở để tăng xếp hạng. Vào tháng 3 năm 2018, Moody's đã hạ cấp nợ chính phủ của Thổ Nhĩ Kỳ thành nợ cấp thấp, cảnh báo về sự xói mòn cơ chế kiểm tra và cân bằng dưới thời Recep Tayyip Erdoğan. Vào tháng 5 năm 2018, cơ quan xếp hạng tín dụng Standard & Poor's đã cắt giảm xếp hạng nợ của Thổ Nhĩ Kỳ xuống mức rác, với lý do lo ngại ngày càng tăng về triển vọng lạm phát trong bối cảnh đồng lira của Thổ Nhĩ Kỳ bị bán tháo.
Giá cổ phiếu ở Thổ Nhĩ Kỳ tăng gần gấp đôi trong năm 2009. Ngày 10 tháng 5 năm 2017, chỉ số Borsa Istanbul (BIST-100 Index), chỉ số chuẩn của thị trường chứng khoán Thổ Nhĩ Kỳ, lập mức cao kỷ lục mới ở 95.735 điểm. Tính đến ngày 5 tháng 1 năm 2018, chỉ số đạt 116.638 điểm.  Tuy nhiên, trong cuộc khủng hoảng nợ và tiền tệ Thổ Nhĩ Kỳ năm 2018.  chỉ số này đã giảm xuống dưới 100.000 vào tháng 5. Đầu tháng 6, chỉ số BIST-100 đã giảm xuống mức thấp nhất tính theo đồng đô la kể từ cuộc khủng hoảng tài chính toàn cầu năm 2008.
Năm 2017, OECD dự báo Thổ Nhĩ Kỳ sẽ là một trong những nền kinh tế tăng trưởng nhanh nhất trong số các thành viên OECD trong giai đoạn 2015–2025, với tốc độ tăng trưởng trung bình hàng năm là 4,9%. Tháng 5 năm 2018, Moody's Investors Service đã hạ dự báo tăng trưởng của nền kinh tế Thổ Nhĩ Kỳ năm 2018 từ 4% xuống 2,5% và năm 2019 từ 3,5% xuống 2%.
Theo Báo cáo đặc biệt của Financial Times về Thổ Nhĩ Kỳ năm 2013, các giám đốc điều hành doanh nghiệp và quan chức chính phủ Thổ Nhĩ Kỳ tin rằng con đường nhanh nhất để đạt được tăng trưởng xuất khẩu nằm ngoài các thị trường truyền thống phương Tây. Trong khi Liên minh châu Âu từng chiếm hơn một nửa tổng kim ngạch xuất khẩu của Thổ Nhĩ Kỳ thì đến năm 2013, con số này đã giảm xuống chỉ còn chưa đầy một phần ba. Tuy nhiên, đến năm 2018, tỷ trọng xuất khẩu sang EU đã quay trở lại trên 50%. Theo Chỉ số đầu tư nước ngoài năm 2017, dòng vốn đầu tư trực tiếp nước ngoài của các công ty Thổ Nhĩ Kỳ đã tăng gấp 10 lần trong 15 năm qua..
Với các chính sách của Recep Tayyip Erdoğan thúc đẩy lĩnh vực xây dựng, nơi có nhiều đồng minh kinh doanh của ông đang hoạt động. Thổ Nhĩ Kỳ tính đến tháng 5 năm 2018 có khoảng hai triệu căn nhà chưa bán được, số lượng tồn đọng có giá trị gấp ba lần doanh số bán nhà mới trung bình hàng năm. Cuộc khủng hoảng nợ và tiền tệ Thổ Nhĩ Kỳ năm 2018 đã kết thúc thời kỳ tăng trưởng dưới thời các chính phủ do Erdoğan lãnh đạo kể từ năm 2003, chủ yếu dựa trên sự bùng nổ xây dựng được thúc đẩy bởi tín dụng dễ dàng và chi tiêu của chính phủ.
Năm 2018, Thổ Nhĩ Kỳ đã trải qua cuộc khủng hoảng tiền tệ và nợ, đặc trưng là đồng lira Thổ Nhĩ Kỳ (TRY) giảm giá trị, lạm phát cao, chi phí đi vay tăng và tỷ lệ vỡ nợ cho vay tương ứng tăng cao. Cuộc khủng hoảng xảy ra do thâm hụt tài khoản vãng lai và nợ ngoại tệ quá mức của nền kinh tế Thổ Nhĩ Kỳ, kết hợp với chủ nghĩa độc tài ngày càng gia tăng của Đảng Công lý và Phát triển (AKP) icầm quyền và những ý tưởng không chính thống của Tổng thống Erdoğan về chính sách lãi suất.
Ngày 10 tháng 8 năm 2018, đồng lira của Thổ Nhĩ Kỳ giảm giá sau dòng tweet của Donald Trump về việc tăng gấp đôi thuế đối với thép và nhôm của Thổ Nhĩ Kỳ vào ngày hôm đó. Đồng tiền này suy yếu 17% vào ngày hôm đó và mất gần 40% giá trị so với đồng đô la kể từ thời điểm đó. Sự sụp đổ của đồng lira đã gây ra những tác động khắp thị trường toàn cầu, gây thêm áp lực lên đồng euro và làm tăng ác cảm rủi ro của các nhà đầu tư đối với các loại tiền tệ của thị trường mới nổi. Ngày 13 tháng 8, đồng rand của Nam Phi giảm gần 10%, mức giảm hàng ngày lớn nhất kể từ tháng 6 năm 2016. Cuộc khủng hoảng đồng lira làm dấy lên mối lo ngại lâu nay về nền kinh tế Thổ Nhĩ Kỳ.
Cuối năm 2018, Thổ Nhĩ Kỳ rơi vào suy thoái. Viện Thống kê Thổ Nhĩ Kỳ cho biết nền kinh tế Thổ Nhĩ Kỳ đã giảm 2,4% trong quý cuối năm 2018 so với quý trước. Điều này diễn ra sau mức giảm 1,6% trong quý trước. Đồng lira giảm xuống 30% so với đồng đô la Mỹ vào năm 2018.
Tháng 5 năm 2019, Ngân hàng Tái thiết và Phát triển Châu Âu (EBRD) đã công bố triển vọng kinh tế, trong đó có thông tin cho rằng nền kinh tế Thổ Nhĩ Kỳ có thể sẽ phục hồi dần dần, với mức tăng trưởng khoảng 2,5% vào năm 2020.

Theo dữ liệu chính thức vào tháng 12 năm 2022, tỷ lệ lạm phát hàng năm của Thổ Nhĩ Kỳ đã tăng lên mức cao nhất trong 24 năm là 85,51% vào tháng 10. Con số này thấp hơn một chút so với dự báo sau khi ngân hàng trung ương cắt giảm lãi suất bất chấp giá cả tăng cao. Lạm phát đã gia tăng kể từ khi đồng lira sụp đổ vào năm ngoái sau khi ngân hàng trung ương bắt đầu cắt giảm lãi suất trong chu kỳ nới lỏng mà Tổng thống Tayyip Erdogan đã tìm kiếm từ lâu. Tháng 6 năm 2023, thống đốc ngân hàng trung ương Thổ Nhĩ Kỳ đã tăng lãi suất chuẩn từ 8,5% lên 15%, chấm dứt việc Recep Tayyip Erdoğan kiên quyết giữ tỷ lệ lạm phát ở mức thấp.

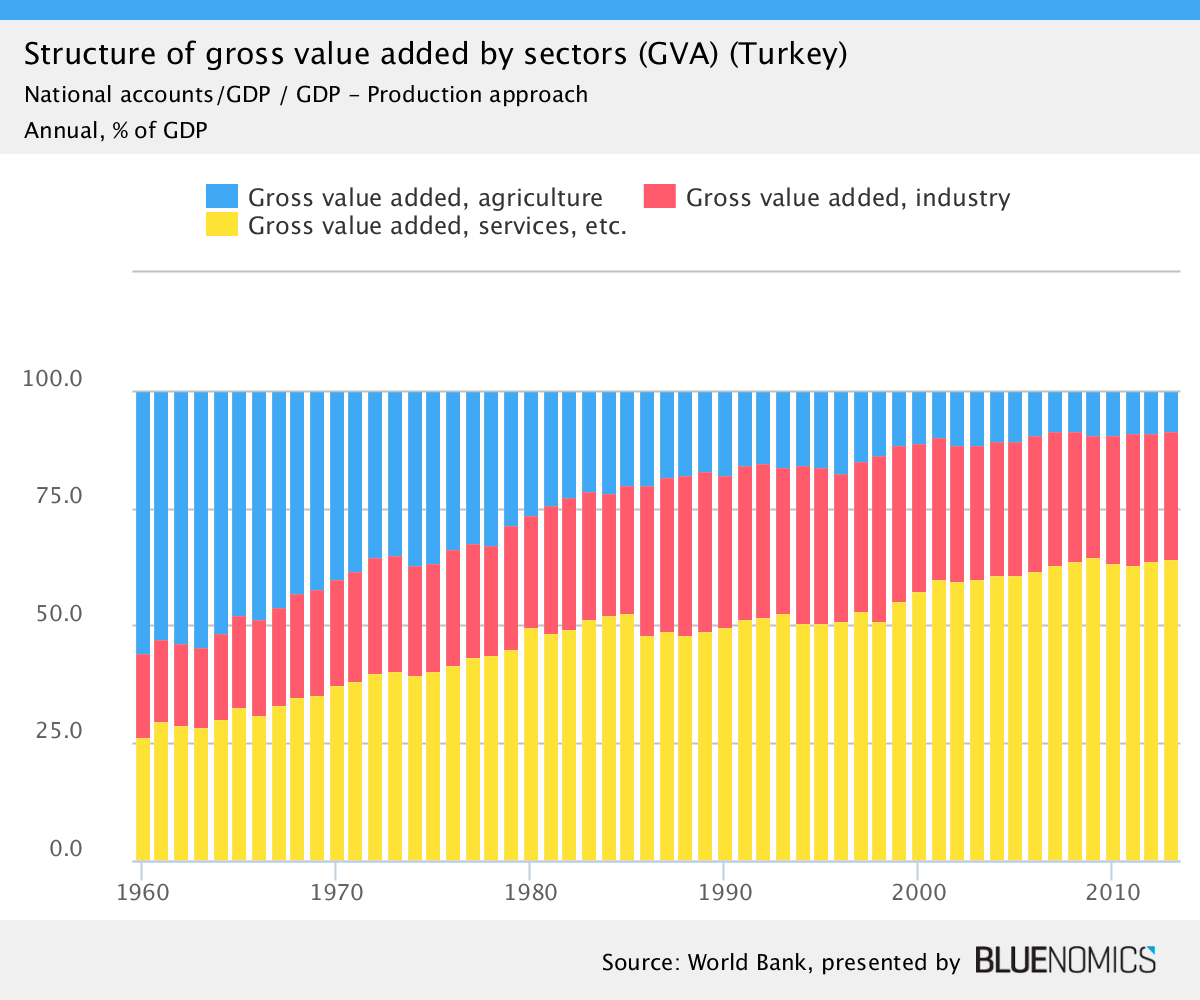
Cơ cấu GDP của Thổ Nhĩ Kỳ theo ngành.
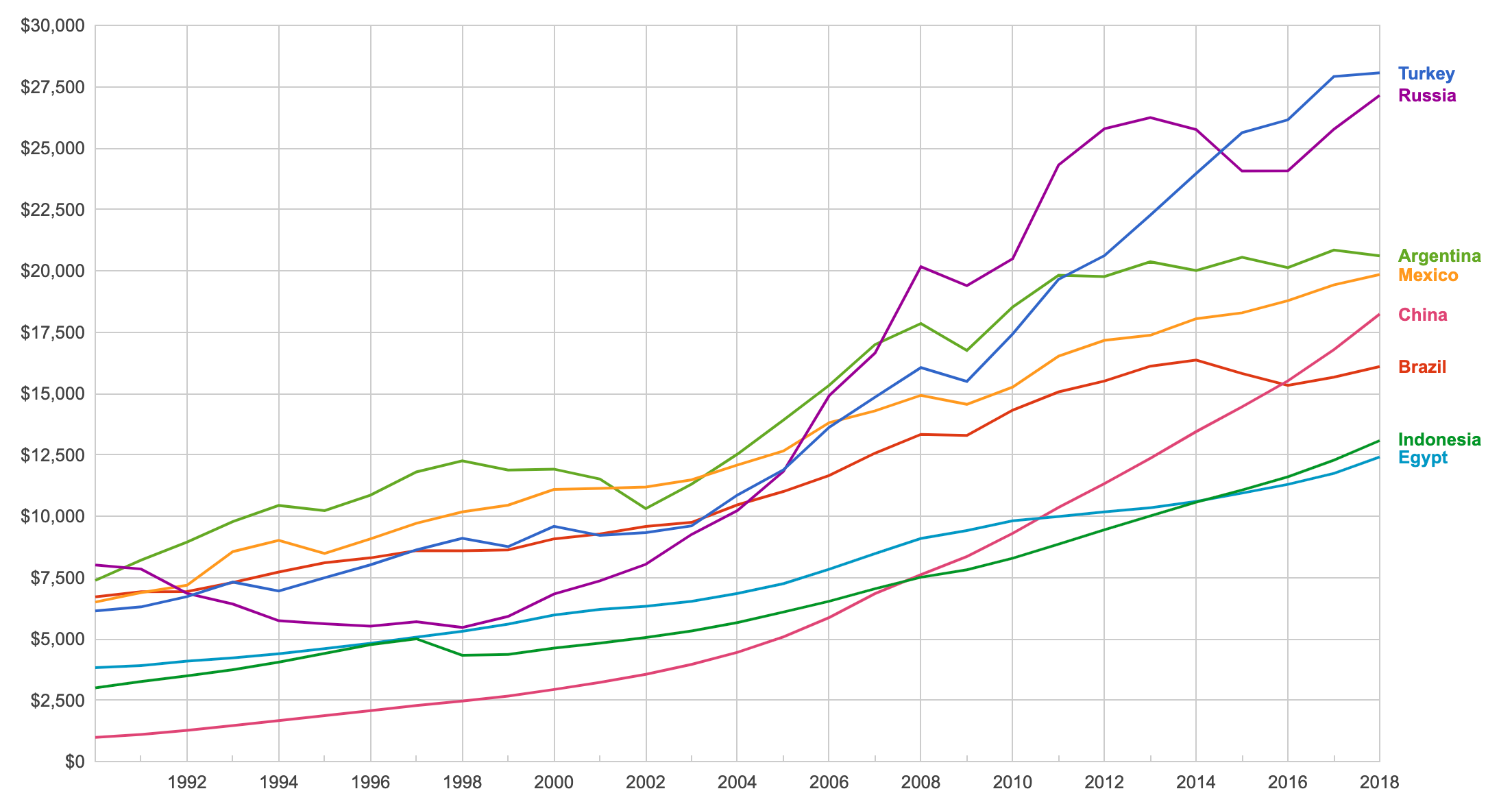
GDP bình quân đầu người (PPP) của Thổ Nhĩ Kỳ so với các nền kinh tế mới nổi khác. Dữ liệu được lấy từ World Bank
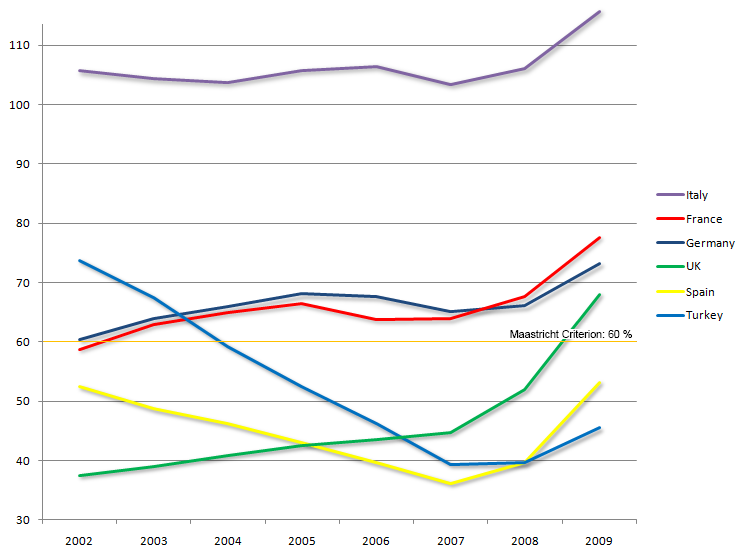
Nợ công của sáu nước lớn ở châu Âu từ năm 2002 đến năm 2009 tính theo phần trăm GDP
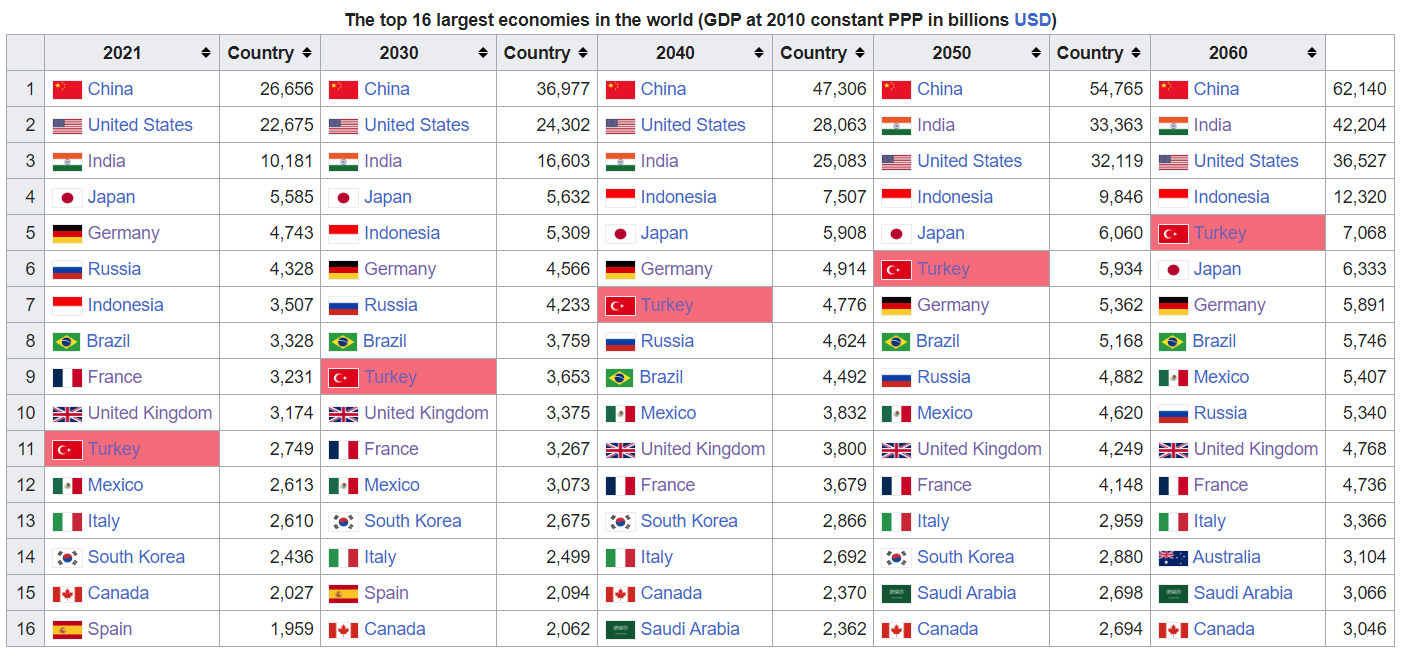
Thổ Nhĩ Kỳ dự kiến sẽ tăng GDP trong dài hạn do tăng trưởng dân số và đô thị hóa.

## Dữ liệu

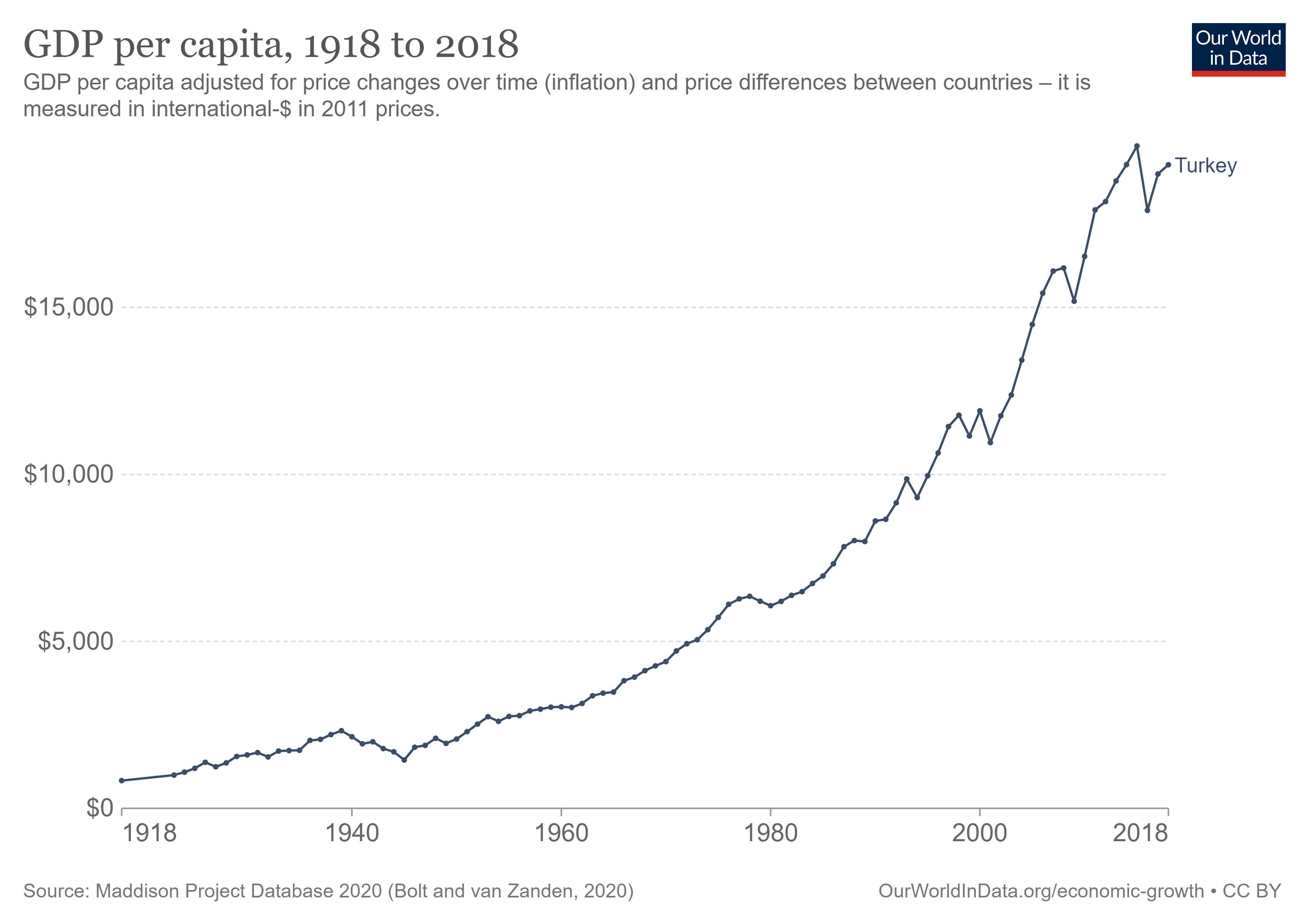
Change in per capita GDP of Turkey, 1913–2018. Figures are inflation-adjusted to 2011 International dollars

Bảng sau đây trình bày các chỉ số kinh tế chính từ năm 1980 đến năm 2021 (với ước tính của nhân viên IMF trong năm 2022–2027). Lạm phát dưới 10% có màu xanh lá cây.
| Năm  | GDP (tỉ USD PPP) | GDP đầu người (USD PPP) | GDP (tỉ USD danh nghĩa) | GDP đầu người (USD danh nghĩa | Tỉ lệ tăng trưởng GDP (thực) | Lạm phát (%) | Thất nghiệp (%) | Nợ chính phủ ( % GDP) |
| ---- | ---------------- | ----------------------- | ----------------------- | ----------------------------- | ---------------------------- | ------------ | --------------- | --------------------- |
| 1980 | 159.2            | 3,516.3                 | 96.6                    | 2,133.7                       | -0.8%                        | 110.6%       | 7.2%            | n/a                   |
| 1981 | 181.9            | 3,926.5                 | 97.9                    | 2,113.1                       | 4.4%                         | 36.4%        | 7.2%            | n/a                   |
| 1982 | 199.7            | 4,215.0                 | 88.9                    | 1,876.6                       | 3.4%                         | 31.1%        | 7.6%            | n/a                   |
| 1983 | 217.4            | 4,486.2                 | 85.0                    | 1,753.3                       | 4.8%                         | 31.3%        | 7.5%            | n/a                   |
| 1984 | 240.6            | 4,857.9                 | 82.6                    | 1,668.5                       | 6.8%                         | 48.4%        | 7.4%            | n/a                   |
| 1985 | 258.8            | 5,116.5                 | 92.8                    | 1,835.2                       | 4.3%                         | 44.5%        | 6.9%            | n/a                   |
| 1986 | 282.3            | 5,471.0                 | 102.3                   | 1,983.1                       | 6.9%                         | 34.6%        | 7.7%            | n/a                   |
| 1987 | 318.3            | 6,051.1                 | 118.9                   | 2,260.7                       | 10.0%                        | 38.9%        | 8.1%            | n/a                   |
| 1988 | 336.5            | 6,280.3                 | 125.0                   | 2,333.2                       | 2.1%                         | 73.7%        | 8.7%            | n/a                   |
| 1989 | 350.6            | 6,427.2                 | 147.7                   | 2,707.9                       | 0.3%                         | 63.3%        | 8.6%            | n/a                   |
| 1990 | 397.4            | 7,159.3                 | 207.5                   | 3,738.2                       | 9.3%                         | 60.3%        | 8.0%            | n/a                   |
| 1991 | 414.7            | 7,344.8                 | 208.4                   | 3,691.4                       | 0.9%                         | 66.0%        | 7.7%            | n/a                   |
| 1992 | 449.5            | 7,831.6                 | 219.2                   | 3,818.8                       | 6.0%                         | 70.1%        | 7.9%            | n/a                   |
| 1993 | 497.2            | 8,523.4                 | 248.6                   | 4,261.6                       | 8.0%                         | 66.1%        | 8.4%            | n/a                   |
| 1994 | 480.1            | 8,101.2                 | 179.4                   | 3,026.7                       | -5.5%                        | 104.5%       | 8.0%            | n/a                   |
| 1995 | 525.4            | 8,729.4                 | 233.6                   | 3,880.9                       | 7.2%                         | 89.6%        | 7.1%            | n/a                   |
| 1996 | 572.5            | 9,368.7                 | 250.5                   | 4,099.2                       | 7.0%                         | 80.2%        | 6.1%            | n/a                   |
| 1997 | 626.2            | 10,096.0                | 261.9                   | 4,221.9                       | 7.5%                         | 85.7%        | 6.3%            | n/a                   |
| 1998 | 652.8            | 10,376.8                | 275.8                   | 4,384.5                       | 3.1%                         | 84.7%        | 6.4%            | n/a                   |
| 1999 | 640.4            | 10,035.0                | 256.6                   | 4,020.3                       | -3.3%                        | 64.9%        | 7.2%            | n/a                   |
| 2000 | 700.3            | 10,819.4                | 274.3                   | 4,238.0                       | 6.9%                         | 55.0%        | 6.0%            | 51.3%                 |
| 2001 | 674.9            | 10,288.1                | 202.2                   | 3,082.9                       | -5.8%                        | 54.2%        | 7.8%            | 75.5%                 |
| 2002 | 729.6            | 10,988.4                | 240.2                   | 3,617.2                       | 6.4%                         | 45.1%        | 9.8%            | 71.5%                 |
| 2003 | 786.9            | 11,712.5                | 314.8                   | 4,684.7                       | 5.8%                         | 25.3%        | 9.9%            | 65.2%                 |
| 2004 | 887.2            | 13,045.3                | 409.1                   | 6,015.7                       | 9.8%                         | 8.6%         | 9.7%            | 57.2%                 |
| 2005 | 997.3            | 14,483.1                | 506.2                   | 7,350.9                       | 9.0%                         | 8.2%         | 9.2%            | 50.2%                 |
| 2006 | 1,099.5          | 15,768.3                | 555.1                   | 7,961.1                       | 6.9%                         | 9.6%         | 8.7%            | 44.2%                 |
| 2007 | 1,186.2          | 16,804.9                | 680.5                   | 9,640.6                       | 5.0%                         | 8.8%         | 8.9%            | 37.8%                 |
| 2008 | 1,218.8          | 17,042.0                | 770.8                   | 10,778.1                      | 0.8%                         | 10.4%        | 9.8%            | 37.7%                 |
| 2009 | 1,167.4          | 16,089.1                | 648.8                   | 8,941.4                       | -4.8%                        | 6.3%         | 13.0%           | 43.4%                 |
| 2010 | 1,281.0          | 17,376.4                | 776.6                   | 10,533.5                      | 8.4%                         | 8.6%         | 11.0%           | 39.7%                 |
| 2011 | 1,454.1          | 19,459.8                | 838.5                   | 11,221.4                      | 11.2%                        | 6.5%         | 9.0%            | 36.1%                 |
| 2012 | 1,550.7          | 20,504.4                | 880.1                   | 11,637.9                      | 4.8%                         | 8.9%         | 8.3%            | 32.4%                 |
| 2013 | 1,703.7          | 22,221.4                | 957.5                   | 12,489.0                      | 8.5%                         | 7.5%         | 8.9%            | 31.1%                 |
| 2014 | 1,860.5          | 23,945.5                | 938.5                   | 12,079.3                      | 4.9%                         | 8.9%         | 9.9%            | 28.4%                 |
| 2015 | 2,022.9          | 25,691.1                | 864.1                   | 10,973.6                      | 6.1%                         | 7.7%         | 10.3%           | 27.3%                 |
| 2016 | 2,116.2          | 26,513.6                | 869.3                   | 10,891.2                      | 3.3%                         | 7.8%         | 10.9%           | 27.9%                 |
| 2017 | 2,282.3          | 28,242.5                | 858.9                   | 10,628.9                      | 7.5%                         | 11.1%        | 10.9%           | 27.9%                 |
| 2018 | 2,406.5          | 29,345.6                | 779.7                   | 9,508.0                       | 3.0%                         | 16.3%        | 10.9%           | 30.1%                 |
| 2019 | 2,468.7          | 29,688.0                | 759.5                   | 9,132.9                       | 0.8%                         | 15.2%        | 13.7%           | 32.6%                 |
| 2020 | 2,546.9          | 30,490.5                | 720.1                   | 8,612.3                       | 1.9%                         | 12.3%        | 13.1%           | 39.7%                 |
| 2021 | 2,953.9          | 35,063.5                | 817.5                   | 9,654.1                       | 11.4%                        | 19.6%        | 12.0%           | 41.8%                 |
| 2022 | 3,321.0          | 39,319.4                | 853.5                   | 9,961.1                       | 5.0%                         | 64.27%       | 10.8%           | 37.5%                 |
| 2023 | 3,543.5          | 41,892.7                | 941.6                   | 10,863.0                      | 3.0%                         | 51.2%        | 10.5%           | 37.7%                 |
| 2024 | 3,726.4          | 43,625.6                | 1,037.9                 | 11,841.1                      | 3.0%                         | 24.2%        | 10.5%           | 39.6%                 |
| 2025 | 3,907.7          | 45,421.6                | 1,134.0                 | 12,798.0                      | 3.0%                         | 17.2%        | 10.5%           | 42.2%                 |
| 2026 | 4,102.7          | 47,318.0                | 1,239.1                 | 13,837.7                      | 3.0%                         | 15.4%        | 10.5%           | 44.6%                 |
| 2027 | 4,308.5          | 49,218.4                | 1,354.3                 | 14,971.4                      | 3.0%                         | 15.0%        | 10.5%           | 45.3%                 |